# コヒレダルマザメ
コヒレダルマザメ Isistius plutodus はヨロイザメ科に属するサメの一種。稀種であり、太平洋と大西洋の深度60-200mから10個体程度が得られている。同属のダルマザメと似ているが、下顎歯がより大きく、首周りの"襟"を欠いている。最大で42cm程度。ダルマザメ同様に大型動物の体表を抉り取るが、本種の噛み跡は楕円形で大きいことで識別できる。IUCNは保全状況を軽度懸念としている。

## 分類
1964年の科学誌 Copeia において、Jack GarrickとStewart Springerによって記載された。記載はメキシコ湾、アラバマ州沿岸の160km南での中層トロール網で得られた42cmの成体雌に基いている。種小名 plutodus はギリシャ語の ploutos ("富"、"豊富") ・ odous ("歯") に由来する。他の英名には bigtooth cookiecutter shark、longtooth cookiecutter shark、Gulf dogfishなどがある。

## 分布
ダルマザメよりも珍しく、世界の数ヶ所から10個体程度の標本しか得られていない。大西洋では米国のアラバマ州、ブラジルのバイーア州、アゾレス諸島、西サハラ、太平洋ではオーストラリアのニューサウスウェールズ州と日本の沖縄から報告がある。陸に近い大陸棚・大陸斜面・海溝などの上、深度60-200mの表層から得られている。本種が稀種であるのは、本来はより大深度に生息することを示唆している可能性がある。

## 形態
長い葉巻型の体と、非常に鈍く短い頭部・吻部を持つ。眼は大きくて楕円形で、両眼視が可能な位置にある。その後方には幅広く傾いた噴水孔がある。鼻孔は小さく、低く尖った前鼻弁がある。口は横に走り、深い皮褶が口角と肉質の唇を覆っている。顎はダルマザメより大きくて強力で、歯列は少なく上顎で29、下顎で19である。上顎歯は小さくて細く縁は滑らかである。中央の歯は立っているが、周縁の歯は口角に向けて傾いている。下顎歯は巨大で、体に対する最大の歯のサイズ比は現生のどのサメよりも大きい。この歯は三角形で、縁は細かい鋸歯状、基部は長方形で左右と結合している。鰓裂は5対で小さい。
背鰭は小さく、先端は丸くて体のかなり後方、1/3以降に位置する。第一背鰭は腹鰭の僅かに前方から起始する。第二背鰭はその後方にあり、第一より1/3ほど大きい。胸鰭は小さくて丸く、第5鰓裂の後方、体の高い位置にある。腹鰭はかなり小さく、臀鰭はない。尾鰭は非常に短く、上葉は下葉の2倍程度の長さでその先端には明瞭な欠刻を持つ。体色は一様に暗褐色で、鰭の縁は半透明となる。腹面には発光器が疎らに散らばる。多くの標本では、ダルマザメが持つような首周りの"襟"を持たないが、2004年にアゾレス諸島で捕獲された個体には存在した。最大で42cmになる。

## 生態
背鰭と尾鰭が小さいため、ダルマザメよりも遊泳力が弱く不活発だと考えられる。体腔の大部分は肝油の詰まった巨大な肝臓で占められ、中性浮力によって水中に浮かぶことができる。ダルマザメと異なって両眼視が可能であり、獲物の位置をより正確に特定できる可能性がある。生活史は不明であるが、おそらくダルマザメ同様に無胎盤性の胎生だと考えられる。
ダルマザメ同様、大型動物の体表を噛み取る外部寄生的な生態を持つ。ダルマザメは、上顎を突き刺した後体を捻り、下顎で肉を丸く抉り取るため獲物の体表には円形の傷跡が残る。これに対し、本種は"掃く"ような動きで抉り取るため、平行な2本の歯型による大きな楕円形の傷跡が残る。攻撃対象としては硬骨魚・サメ・海獣が知られている。ある研究では、バイーア州沿岸におけるクジラ目の半球形傷の80%が本種によるものであった。最も攻撃されるのは面積の広い体側で、頭部、腹部と続く。少なくとも3件、攻撃を受けたイルカが、鰭の可動域が制限されたこと、摂食が困難になったことなどによって座礁して死亡したことが確認されている。この地域ではアナンキョクオットセイを襲うこともあり、少なくとも2個体の幼体が攻撃後に死亡したことが確認されている。

## 人との関わり
カジキなどの重要種に傷をつけると考えられているほかは、水産上の重要性はない。既知の標本は1個体を除いて、全てトロール・延縄漁の混獲で得られている。混獲例が非常に少ないこと、広い分布域を持つと考えられることから、IUCNは保全状況を軽度懸念としている。